# Comuna Mîkolaiivka, Berdeansk
Mîkolaiivka (în ucraineană Миколаївка) este o comună în raionul Berdeansk, regiunea Zaporijjea, Ucraina, formată din satele Malînivka, Mîkolaiivka (reședința), Novoivanivka, Novosoldatske și Radîvonivka.

## Demografie
Componența lingvistică a comunei Mîkolaiivka
     Ucraineană (90,32%)
     Rusă (9,47%)
     Alte limbi (0,16%)
Conform recensământului din 2001, majoritatea populației comunei Mîkolaiivka era vorbitoare de ucraineană (90,32%), existând în minoritate și vorbitori de rusă (9,47%).